# Cristiano da Matta
Cristiano da Matta Monteiro (Belo Horizonte, 19 settembre 1973) è un ex pilota automobilistico brasiliano di origini italiane, campione CART negli Stati Uniti e presente per due stagioni in Formula 1.
Suo padre, Toninho da Matta, era un campione di Gran Turismo.

## Carriera

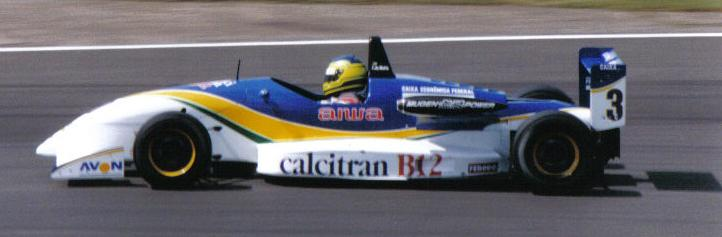
Da Matta impegnato nel campionato di F3 inglese del 1995.

### Gli inizi
Ha iniziato a guidare sui kart a 16 anni, indossando un casco quasi identico a quello famoso di suo padre. Sportivamente è cresciuto rapidamente, vincendo numerosi campionati di kart, prima di vincere, nel 1993, il campionato brasiliano di Formula Ford. Nel 1994 proseguiva sulla via del successo vincendo il campionato di Formula 3 brasiliano. Nel 1996 Da Matta partecipa al campionato di Formula 3000 in Gran Bretagna.

### Serie americane
Nel 1997 Cristiano si trasferisce negli USA per correre nella serie Indy Lights, dove viene designato "Rookie of the Year" (Miglior debuttante dell'anno). L'anno successivo, il (1998), vinse questo campionato, conquistando 7 vittorie in corsa e 4 pole positions. Nel 1999, Da Matta corse nella serie CART con il Team Arciero Wells, utilizzando i motori della Toyota; da quel momento continuò a guidare autovetture con la stessa motorizzazione riuscendo a vincere il campionato CART nel 2002 con il team Newman-Haas. In quell'anno dominò per tutta la stagione vincendo 7 corse e conquistando 7 pole positions.

### Formula 1

#### Stagione 2003
Cristiano completò la sua ascesa nel campo delle corse approdando nel 2003 alla F1, considerato il vertice delle competizioni motoristiche, con il team Toyota. La stagione 2003 vide un buon debutto per il pilota brasiliano, che riuscì ad ottenere alcune prestazioni degne di nota. Durante l'annata si ritirò solo 3 volte, e al Gran Premio di Gran Bretagna si ritrovò addirittura al comando della corsa per diversi giri prima dell'uscita della safety car per un'invasione di pista. I risultati furono abbastanza buoni, concludendo la stagione con 2 ottimi sesti posti e due settimi posti, ottenendo complessivamente 10 punti (4 in più del veterano compagno di scuderia Olivier Panis). Da segnalare anche i restanti piazzamenti, sfiorando la zona a punti per due volte, a Monaco e negli States, ed altri due decimi posti. Il brasiliano fu così confermato come prima guida per il 2004.

#### Stagione 2004

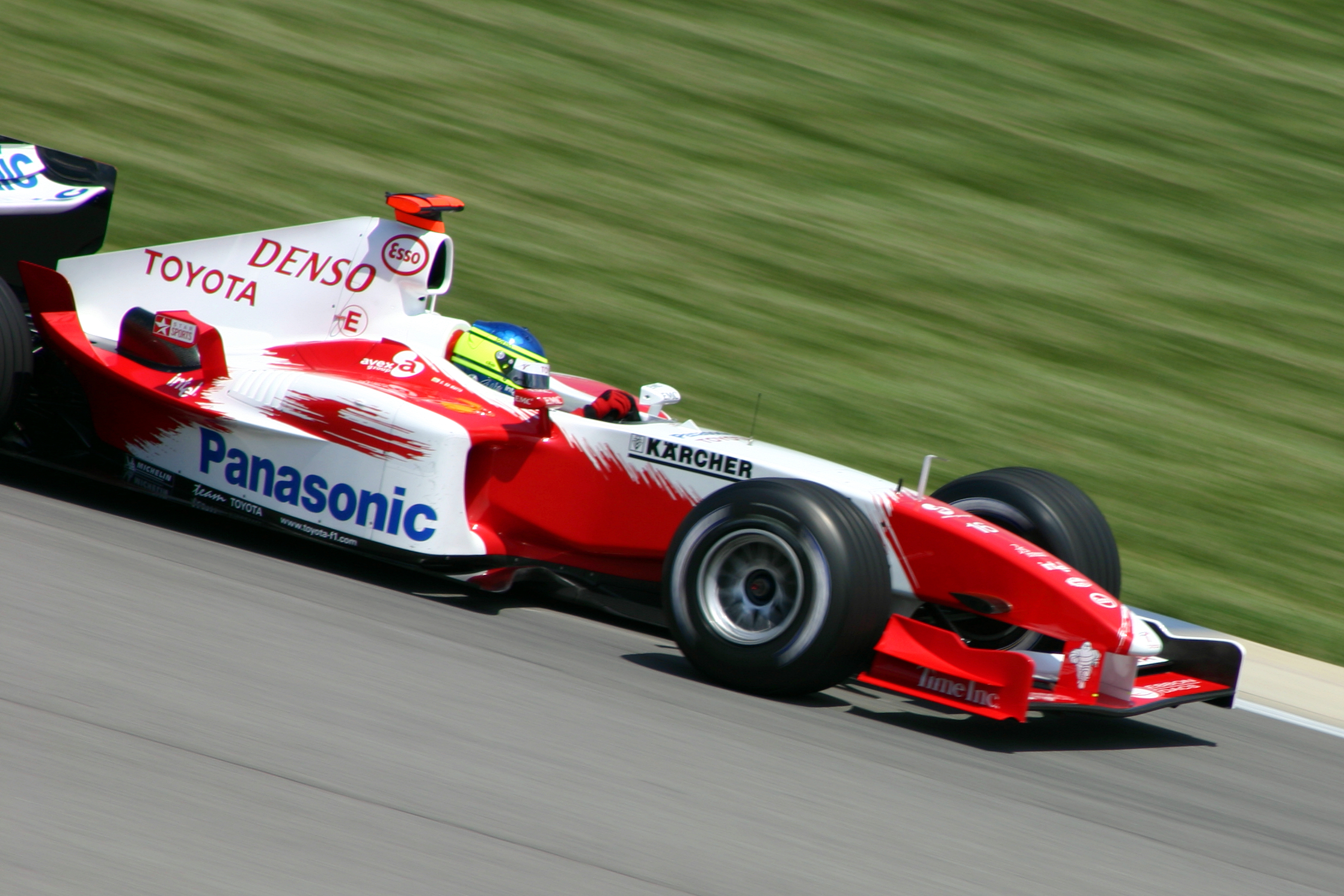
Da Matta alla guida della sua Toyota nel GP degli Stati Uniti

La sua carriera ebbe una battuta d'arresto nel 2004.
Dopo un inizio discreto, sfiorando i punti in Malesia e concludendo decimo in Bahrain, il brasiliano deluse molto, venendo spesso battuto dal compagno di squadra Panis. Nelle 9 gare successive infatti, Cristiano colse solamente un sesto posto a Monaco come punti e quattro ritiri; l'ottavo posto in Canada fu vanificato dalla squalifica delle due Toyota per freni non conformi. Dati gli scarsi risultati, il team decise di sostituire Da Matta con Ricardo Zonta, a partire dal Gran Premio d'Ungheria.

### Dopo la Formula 1
Il brasiliano mantenne comunque i rapporti contrattuali con la Toyota, e ritornò ai campionati Statunitensi Champ Car (nuova denominazione dei campionati CART) nel PKV Racing team con cui ha corso nella stagione 2005 per poi trasferirsi alla Dale Coyne Racing nel 2006.

### L'incidente del 2006 e il ritiro dalle competizioni
Il 2 agosto 2006 il pilota brasiliano è rimasto vittima di un gravissimo incidente nel corso di una sessione di test privati che era in corso all'autodromo di Elkhart Lake, nel Wisconsin. La dinamica dell'incidente è stata terribile quanto bizzarra; Cristiano ha investito un cervo, che si trovava inspiegabilmente in mezzo al tracciato. Nonostante una brusca frenata, la collisione è avvenuta ad alta velocità e l'animale è rimbalzato all'indietro colpendo lo sfortunato pilota alla testa. Lo stesso giorno Da Matta è stato operato d'urgenza all'ospedale di Neenah, dove gli è stato ridotto un ematoma subdurale e gli è stato asportato un osso del cranio per ridurre la pressione interna. Dopo 27 giorni di coma, la famiglia ha annunciato che il pilota si è svegliato e le sue condizioni fisiche sono in netto e costante miglioramento. Il 14 settembre 2006 il brasiliano è stato operato con successo per il riposizionamento dell'osso asportatogli il giorno dell'incidente. Il 21 settembre 2006, Cristiano ha lasciato l'ospedale per fare ritorno alla sua abitazione a Miami, proseguendo la riabilitazione fino a ristabilirsi completamente. L'incidente segnò la fine della sua carriera agonistica.

## Vita privata
Al di fuori del mondo delle corse, gli interessi di Cristiano vanno dal suonare la chitarra, al nuoto e alla mountain bike. In gioventù si è dedicato anche alla ginnastica allenandosi anche con il team olimpico del Club Flamengo's. Ancora celibe divide la sua vita tra Miami, in Florida, e Monaco.

## Risultati completi in Formula 1
| 2003 | Scuderia | Vettura |     |    |    |    |   |    |   |    |     |    |   |   |    |     |   |   |  |  | Punti | Pos. |
| ---- | -------- | ------- | --- | -- | -- | -- | - | -- | - | -- | --- | -- | - | - | -- | --- | - | - |  |  | ----- | ---- |
| 2003 | Toyota   | TF103   | Rit | 11 | 10 | 12 | 6 | 10 | 9 | 11 | Rit | 11 | 7 | 6 | 11 | Rit | 9 | 7 |  |  | 10    | 13º  |

| 2004 | Scuderia | Vettura |    |   |    |     |    |   |     |    |     |    |    |     |  |  |  |  |  |  | Punti | Pos. |
| ---- | -------- | ------- | -- | - | -- | --- | -- | - | --- | -- | --- | -- | -- | --- |  |  |  |  |  |  | ----- | ---- |
| 2004 | Toyota   | TF104   | 12 | 9 | 10 | Rit | 13 | 6 | Rit | SQ | Rit | 14 | 13 | Rit |  |  |  |  |  |  | 3     | 17º  |

| Legenda | 1º posto     | 2º posto | 3º posto    | A punti         | Senza punti/Non class.  | Grassetto – Pole position Corsivo – Giro più veloce |
| Legenda | Squalificato | Ritirato | Non partito | Non qualificato | Solo prove/Terzo pilota | Grassetto – Pole position Corsivo – Giro più veloce |